# Eleições estaduais no Maranhão em 1958
As eleições estaduais no Maranhão em 1958 aconteceram em 3 de outubro como parte das eleições gerais no Distrito Federal, em 20 estados e nos territórios federais do Acre, Amapá, Rondônia e Roraima. Foram eleitos o senador Eugênio de Barros, além de 10 deputados federais e 40 deputados estaduais.
Detentor de um mandato de cinco anos, o governador José de Matos Carvalho assistiu ao triunfo do vitorinismo abrigado no PSD a partir da eleição do ex-governador Eugênio Barros para o Senado Federal ocupando uma cadeira que, graças a uma sucessão de renúncias, fora ocupada por Antônio Bayma e Assis Chateaubriand até que este último foi nomeado embaixador do Brasil no Reino Unido e assim Públio de Melo passou a representar o Maranhão junto a Sebastião Archer e Vitorino Freire. Na seara proporcional o PSD fez o maior número de deputados federais e deputados estaduais eleitos, ao passo que como substituto de Públio de Melo foi eleito Eugênio Barros, industrial e político nascido em Matões com passagem pelo PST no qual foi eleito governador do estado em 1950.

## Resultado da eleição para senador
Dados fornecidos pelo Tribunal Superior Eleitoral que apurou 13.949 votos em branco e 11.269 votos nulos.
| Candidatos a senador da República | Primeiro suplente de senador    | Número | Coligação                          | Votos   | Percentual |
| --------------------------------- | ------------------------------- | ------ | ---------------------------------- | ------- | ---------- |
| Eugênio Barros PSD                | Públio de Melo PSD              | -      | PSD (sem coligação)                | 106.908 | 53,79%     |
| Cunha Machado UDN                 | Luiz Cortês Vieira da Silva UDN | -      | Oposições Coligadas (UDN, PDC, PR) | 91.829  | 46,21%     |

## Deputados federais eleitos
São relacionados os candidatos eleitos com informações complementares da Câmara dos Deputados.

Representação eleita
  PSD: 6
  UDN: 2
  PSP: 2

| Deputados federais eleitos | Partido | Votação | Percentual | Cidade onde nasceu | Unidade federativa |
| Newton Belo                | PSD     | 24.767  |            | São Bento          | Maranhão           |
| Renato Archer              | PSD     | 16.914  |            | São Luís           | Maranhão           |
| Henrique de La Rocque      | UDN     | 16.243  |            | São Luís           | Maranhão           |
| José Sarney                | UDN     | 15.081  |            | Pinheiro           | Maranhão           |
| Lister Caldas              | PSD     | 14.477  |            | Teresina           | Piauí              |
| Neiva Moreira              | PSP     | 13.963  |            | Nova Iorque        | Maranhão           |
| Cid Carvalho               | PSD     | 13.735  |            | Rio Branco         | Acre               |
| Antônio Dino               | PSD     | 11.603  |            | Cururupu           | Maranhão           |
| Miguel Bahury              | PSD     | 10.329  |            | São Luís           | Maranhão           |
| Clodomir Millet            | PSP     | 9.251   |            | Codó               | Maranhão           |

## Deputados estaduais eleitos
Foram eleitos 40 deputados estaduais e as vagas foram assim distribuídas: PSD vinte e uma, Oposições Coligadas quinze, PTB quatro.
| Deputados estaduais eleitos      | Partido | Votação | Percentual | Cidade onde nasceu | Unidade federativa |
| José Gabriel dos Santos Neto     | PSD     | 4.642   |            | Caxias             | Maranhão           |
| Luís Coelho                      | PSD     | 4.506   |            | Benedito Leite     | Maranhão           |
| Raimundo Emerson Machado Bacelar | PSD     | 4.465   |            | Itapecuru-Mirim    | Maranhão           |
| Ivar Saldanha                    | PSD     | 4.227   |            | Rosário            | Maranhão           |
| Lauro Barbosa Ribeiro            | PSD     | 4.176   |            | Parnarama          | Maranhão           |
| José Ribamar Bayma Serra         | PSD     | 4.076   |            | São Luís           | Maranhão           |
| Gonçalo Moreira Lima             | PSD     | 3.983   |            | Estreito           | Maranhão           |
| Travassos Furtado                | PSD     | 3.983   |            | Viana              | Maranhão           |
| Telêmaco Leda Ribeiro            | PSD     | 3.955   |            | Bacabal            | Maranhão           |
| Antenor Freitas de Abreu         | UDN     | 3.661   |            | Colinas            | Maranhão           |
| Walter de Matos Carvalho         | PSD     | 3.419   |            | Barreirinhas       | Maranhão           |
| Themístocles Teixeira            | PSD     | 3.317   |            | Pastos Bons        | Maranhão           |
| José Bento Nogueira Neves        | PSD     | 3.202   |            | Itapecuru-Mirim    | Maranhão           |
| Edson Freitas Diniz              | PSD     | 3.175   |            | Araioses           | Maranhão           |
| Manoel de Oliveira Gomes         | PR      | 3.087   |            | Bacabal            | Maranhão           |
| Raimundo Bogéa                   | UDN     | 3.075   |            | Grajaú             | Maranhão           |
| Mário Flexa Ribeiro              | PSD     | 3.060   |            | Belém              | Pará               |
| José Mário de Araújo Carvalho    | PDC     | 3.040   |            | São Luís           | Maranhão           |
| Milton Benedito Ericeira         | PSD     | 3.000   |            | Arari              | Maranhão           |
| Eurico da Rocha Santos           | PSD     | 2.979   |            | São João dos Patos | Maranhão           |
| Manoel Vera Cruz Ribeiro Marques | PSP     | 2.959   |            | Pedreiras          | Maranhão           |
| Evandro Ferreira de Araújo Costa | UDN     | 2.940   |            | São Bento          | Maranhão           |
| Osvaldo Apolônio Ferreira Campos | PSD     | 2.870   |            | Penalva            | Maranhão           |
| Nunes Freire                     | UDN     | 2.859   |            | Grajaú             | Maranhão           |
| Ivaldo Perdigão Freire           | PDC     | 2.830   |            | São Luís           | Maranhão           |
| Artur Carvalho                   | PSD     | 2.805   |            | Santa Rita         | Maranhão           |
| Lauro Berredo Martins            | PSD     | 2.787   |            | São Luís           | Maranhão           |
| Antônio Alves Gondim             | PSP     | 2.734   |            | Brejo              | Maranhão           |
| Eduardo Viana Pereira            | UDN     | 2.725   |            | Turiaçu            | Maranhão           |
| José Coutinho de Almeida         | PSD     | 2.659   |            | Pindaré-Mirim      | Maranhão           |
| José Anselmo dos Reis Freitas    | PSP     | 2.647   |            | Colinas            | Maranhão           |
| Didácio Coelho dos Santos        | PSD     | 2.616   |            | Santa Luzia        | Maranhão           |
| Domingos Rego                    | PSP     | 2.428   |            | Pastos Bons        | Maranhão           |
| Leônidas Quaresma dos Santos     | UDN     | 2.363   |            | Vitória do Mearim  | Maranhão           |
| Joaquim Rodrigues Mochel         | PSP     | 2.306   |            | Cururupu           | Maranhão           |
| Alberto Aboud                    | PTB     | 2.260   |            | São Luís           | Maranhão           |
| Vieira da Silva                  | PTB     | 2.222   |            | São Luís           | Maranhão           |
| Francisco Ferreira Figueiredo    | PSP     | 2.080   |            | São Vicente Ferrer | Maranhão           |
| Wilson de Sá Marques             | PTB     | 1.766   |            | Caxias             | Maranhão           |
| Walter Derick Mendes Ribeiro     | PTB     | 1.755   |            | São Luís           | Maranhão           |